# 이토 자쿠추
이토 자쿠추(伊藤 若冲, 1716년 3월 1일 (쇼토쿠 6년 2월 8일) - 1800년 10월 27일 (간세이 12년 9월 10일))은 에도시대의 화가이다. 본명은 죠킨(汝鈞), 자는 게이와(景和). 처음에는 슌큐(春教)라는 호를 썼다는 기사도 있으나, 이 용례는 발견되지 않았다. 도베이안(斗米庵), 베이토오(米斗翁), 신엔칸(心遠館), 금가거사(錦街居士)라는 호를 쓰기도 했다.